# Ebisawa Shogo
Shogo Ebisawa (sinh ngày 29 tháng 7 năm 1985) là một cầu thủ bóng đá người Nhật Bản.

## Sự nghiệp câu lạc bộ
Shogo Ebisawa đã từng chơi cho Consadole Sapporo.